# Lormétazépam
Le lormétazépam est une substance chimique de la famille des benzodiazépines, commercialisée jusqu'en janvier 2020 sous la marque Noctamide par le laboratoire Bayer Healthcare. Elle est néanmoins toujours commercialisée sous sa DCI par différents laboratoires génériques, en France. 
Comme toutes les benzodiazépines, elle a des propriétés anxiolytiques, hypnotiques, sédatives, anticonvulsantes, amnésiantes et myorelaxantes, mais elle est utilisée exclusivement comme hypnotique lorsque les autres spécialités pharmaceutiques de première intention (notamment les inducteurs de sommeil surnommés les Z-Drugs, le zolpidem (Stilnox) et le zopiclone (Imovane)) ont échoué.
Il s'agit d'une molécule destinée à soulager, en complément d'une psychothérapie et d'une amélioration indispensable de l'hygiène de vie, les patients souffrant d'insomnies sévères.

## Pharmacologie
Par convention, on estime que 1 mg de lormétazépam équivaut à 10 mg de diazépam (Valium). Sa vitesse d'élimination est intermédiaire avec une demi-vie de 12h en moyenne,,. Ce produit se distingue du lorazépam (Témesta, dont il est un précurseur) uniquement par la présence d'un groupe méthyle en haut de sa structure moléculaire. Ceci augmente ses propriétés lipophiles : il en résulte une biodisponibilité accrue et une plus grande efficacité sur le système nerveux central. La concentration maximale (Cmax) est atteinte approximativement en 1,5 heure,,.
En tant que benzodiazépine, le lormétazépam influence l'action du GABA en renforçant l'activité des récepteurs GABAA, neurotransmetteur naturellement présent dans l'organisme. On parle alors d'un modulateur allostérique positif. Contrairement aux anciens tranquillisants de la famille des barbituriques, les benzodiazépines ne sont pas des agonistes de ces récepteurs : elles ne font que potentialiser l'effet inhibiteur du GABA sur le système nerveux central. Cette différence d'action limite les conséquences liées aux éventuels risques de surdosage.

## Indication et prise en charge
Désormais globalement supplanté, comme les autres benzodiazépines hypnotiques encore commercialisées sur le marché français en mai 2021 (loprazolam (Havlane), clotiazépam (Vératran), estazolam (Nuctalon) et nitrazépam (Mogadon)), par les Z-Drugs (zolpidem (Stilnox) et zopiclone (Imovane)), le lormétazépam continue d'être utilisé de manière marginale pour traiter les insomnies rebelles (7 millions de boîtes vendues en 2017, en France, contre presque 40 millions de boîtes pour les zolpidem et zopiclone réunis).
Sa demi-vie intermédiaire permet au patient d'obtenir un sommeil réparateur. Il est prescrit dans les cas d'insomnie d'endormissement aussi bien que pour éviter les réveils nocturnes, a fortiori quand les hypnotiques plus modernes ont échoué. La dose de 2 mg ne doit pas être dépassée.
En France, son autorisation de mise sur le marché (AMM) indique que cette molécule doit être utilisée uniquement dans les insomnies sévères, quand les mesures diétético-hygiéniques n'ont apporté aucune amélioration notoire. Le lormétazépam n'est pas indiqué dans le traitement de l'anxiété, bien qu'il présenterait un profil comparable au diazépam (Valium) dans ce cadre. Son intérêt thérapeutique (officiellement renommé "Service médical rendu", ou SMR) est, comme pour les autres hypnotiques, jugé faible par la Haute Autorité de Santé. À ce titre, toutes les spécialités à base de lormétazépam ne sont plus remboursées par la Sécurité sociale qu'à hauteur de 15 %. Cette baisse du niveau de remboursement est expliquée également par une estimation de la balance bénéfices-risques jugée défavorable, notamment chez le sujet âgé, et une volonté de réduire une consommation nationale élevée de tranquillisants lorsque nous la comparons à celles de certains de nos voisins européens. Les hypnotiques consommés en quantité modérée induisent malgré tout une amélioration significative et durable de la durée moyenne du sommeil,, et une augmentation de sa qualité ressentie,,.

## Effets secondaires
À l'instar des autres benzodiazépines, le lormétazépam présente un certain potentiel de dépendance. Il est l'un des hypnotiques les plus puissants disponibles en France (d'une puissance comparable au loprazolam (Havlane)) depuis le retrait du marché du flunitrazépam (Rohypnol) et du triazolam (Halcion). Cette puissance est expliquée par la présence d'un atome de chlore en R2'. Une consommation à des doses modérées ou de manière occasionnelle d'hypnotiques permet cependant de limiter significativement la survenue d'une accoutumance ainsi que d'un phénomène de rebond à l'issue du traitement,,.
Ce produit peut provoquer des effets indésirables (généralement chez l'utilisateur occasionnel ou démarrant un traitement au lormétazépam), comme une amnésie antérograde marquée, affectant surtout la mémoire épisodique et la mémoire sémantique,, ou encore une somnolence résiduelle le lendemain matin, en particulier chez le sujet âgé.
Cependant, le lormétazépam est moins détourné pour un usage récréatif que le zolpidem (Stilnox) ou le zopiclone (Imovane), qui sont plus souvent, parfois trop souvent, prescrits par les médecins, et dont le délai d'action rapide et la demi-vie très brève (~ 2,4 heures pour le zolpidem) peuvent rendre l'utilisation davantage abusive, compulsive mais aussi addictive.
Parmi les autres effets secondaires du lormétazépam, il peut apparaître également une ototoxicité (hyperacousie, acouphène) et une hépatotoxicité (dommages au foie). Dans de très rares cas, les patients décrivent des réactions contraires à l'effet recherché : insomnies, cauchemars, agitation, nervosité, euphorie ou instabilité, tension, modification de la conscience voire des comportements potentiellement dangereux (agressivité envers soi-même ou son entourage, ainsi que des troubles du comportement et des actes automatiques).
Comme pour tout médicament, le risque de rencontrer ces effets et leur gravité dépendent à la fois du métabolisme individuel du patient, de son état d'esprit au moment de la prise, des éventuels autres médicaments ou substances consommées en parallèle et du dosage de lormétazépam administré,.

## Stéréochimie
Le lormétazépam contient un stéréocentre et se compose de deux énantiomères. C'est un racémate, c'est-à-dire le mélange 1:1 des formes ( R ) et ( S ):
| Énantiomères de lormétazépam | Énantiomères de lormétazépam |
| ---------------------------- | ---------------------------- |
| numéro CAS : 113679-56-4     | numéro CAS : 113679-54-2     |